# Ordre du Courage (Azerbaïdjan)
Pour la distinction russe, voir Ordre du Courage.
L'ordre du Courage (en azéri : "Rəşadət" ordeni) est une distinction honorifique de la république d'Azerbaïdjan.

## Histoire
L'ordre a été créé le 17 novembre 2017.

## Statut
L'ordre du Courage est décerné au personnel militaire des forces armées de la république d'Azerbaïdjan:
- pour les services spéciaux visant à assurer l'indépendance, l'intégrité territoriale et la sécurité de la république d'Azerbaïdjan;
- pour le courage et la bravoure afin d'empêcher les attaques ennemies en défendant le pays, en libérant des territoires occupés, en détruisant l'ennemi ou en détruisant la force de combat de l'ennemi ;
- pour le courage et les actions résolues dans des conditions de danger réel pour la vie et la santé;
- pour les services spéciaux de sauvetage de personnes en situation d'urgence ou dans des conditions extrêmes;
- pour les réalisations particulières pour assurer la sécurité des frontières de l'État.